# 锯脚泥蟹
锯脚泥蟹（学名：Ilyoplax dentimerosa）为沙蟹科泥蟹属的动物。在中国大陆，分布于山东等地，生活环境为海水，常生活于穴居于低潮线的泥滩上。